# Gallicano Cricket Club
Il Gallicano Cricket Club nasce nel 1983 a Gallicano nel Lazio. Attualmente non è attivo

## Cronistoria
- 2005 - Serie A, Campione d'Italia
- 2006 - Serie A
- 2008 - Serie A
- 2009 - Serie A
- 2010 - Serie A